# Colorhamphus
Genre
Colorhamphus est un genre d'oiseaux de la famille des Tyrannidae.

## Liste des espèces
Selon la classification de référence du Congrès ornithologique international (version 6.4, 2016) :
- Pitajo de Patagonie – Colorhamphus parvirostris (Gould & Gray, GR, 1839)